# Марцелій Гандельсман
Марцелій Гандельсман (пол. Marceli Handelsman; нар 8 липня 1882 — пом. 20 березня 1945) — польський історик. Походив з полонізованої єврейської родини. Закінчив юридичний факультет Варшавського університету, потім студіював історію в Берліні, Парижі, Цюриху, Відні, Лондоні, був пов'язаний з польським соціалістичним рухом. Від 1915 працював у Варшавському університеті: професор (1919), декан гуманітарного факультету (1927-34). Один із організаторів Інституту досліджень національних справ (1919), Інституту історії Варшавського університету (1931), співзасновник Міжнародного комітету історичних наук, член численних академій і наукових товариств у Польщі та європейських країнах. Прихильник Польської соціалістичної партії, потім — Ю.Пілсудського; у 1930-х роках відійшов від останнього та зблизився з демократичними клубами. Під час Другої світової війни перейшов на нелегальне становище і таємно співпрацював із Бюро інформації та пропаганди підпільної Армії Крайової. 1944 року потрапив до рук гестапо.
Помер у німецькому концтаборі Дора-Нордгаузен.

## Наукова діяльність
Наукову роботу розпочав у галузі медієвістики, досліджуючи давнє польське право («Покарання в найдавнішому польському праві», 1907; «Карне право в статутах Казимира Великого», 1909); підсумком студій стала 2-томна «Історія польського карного права» (1908-09). Здійснив порівняльний аналіз державно-правових систем європейських країн у період середньовіччя і Нового часу. Вів наукові семінари у Варшавському університеті, «випускниками» яких стали відомі польські історики (С.Арнольд, Я.Воліньський, О.Гейштор, М.Маловіст, Т.Мантойффель, В.Мощеньська, М.-Г.Серейський, Г.Яблоньський та ін.). У галузі нової історії залишив праці про політику Наполеона I та Франції щодо польського питання, зокрема фундаментальну роботу «Франція — Польща 1795–1845» (1925), а також про формування модерних націй («Розвиток новочасної національності», 1924). Багато років вивчав життя та діяльність князя А.Чарторийського («Адам Чарторийський», т. 1-3, 1948-50), звернувши увагу на роль психології особистості в історичному процесі. Цікавився теоретичною історією, написав широковідому методологічну працю «Історика» (1921 і кілька пізніших видань), в якій виклав власні погляди на історичне пізнання, назвавши свою теорію «соціопсихологічною». Був видавцем багатьох історичних джерел, автором публіцистичних праць. Тісно співпрацював із Українським науковим інститутом у Варшаві, у виданнях якого опублікував монографію «Українська політика князя Адама Чарторийського напередодні Кримської війни» (1937). Докладно й об'єктивно показав формування українського національного руху на традиціях козацтва 17 століття, не обійшов питань особливостей польсько-українських стосунків у Галичині.